# 中井邦彦
中井 邦彦（なかい くにひこ、4月28日 - ）は、日本の漫画家。男性。岐阜県出身、岐阜県立吉城高等学校卒。血液型はO型。

## 略歴
上條淳士、江川達也のアシスタントを経て、1997年に「max」で第41回小学館新人コミック大賞に入選。代表作に「楽ガキFighter」、「ドライブ・ア・ライブ」、「SKIN」等がある。

## 作品リスト

### 連載
- 楽ガキFighter（週刊少年サンデー 2003年34号 - 2004年2号、全2巻）
- SKIN（原作：林宏司、ビッグコミックスピリッツ 2006年20号 - 2007年1号、全3巻）
- ドライブ・ア・ライブ（週刊ヤングサンデー 2008年17号 - 2008年35号、YSスペシャル VOL.1- VOL.5、全3巻）

### 読切
- Vs.Dog（週刊少年サンデー超 2001年5月25日号）
- 楽ガキFighter（週刊少年サンデー超 2003年2月25日号）
- Boom Boom Tune（週刊ヤングサンデー 2005年51号・52号）

## 師匠
- 江川達也